# 1770, Queensland
1770 eller Seventeen Seventy är en by i Queensland i Australien. Det hette ursprungligen Round Hill, innan namnet ändrades den 24 juni 1936, till minnet av James Cooks landstigning med skeppet HMS Endeavour i maj 1770.